# América FC (RN)
Der América Futebol Clube (auch América de Natal, in Listen meist América-RN) ist ein Fußballverein in Natal, Brasilien. Die Vereinsfarben des 1915 gegründeten Klubs, Rot und Weiß, sowie das Logo leiten sich vom gleichnamigen America FC (RJ)  aus Rio de Janeiro ab. Das brasilienübliche Maskottchen ist ein Drache (Dragão). Ein Spitzname des Vereines ist das von América abgeleitete Mecão („großes Amerika“). Der Hauptrivale Américas ist der ebenfalls aus Natal kommende ABC Natal.
Der Verein spielte in der Saison 2023 in der Série C und der Staatsmeisterschaft von Rio Grande do Norte. Zuletzt spielte man 2008 in der ersten Liga.

## Geschichte
Bereits vier Jahre nach der Gründung gewann América 1919 die erste Staatsmeisterschaft von Rio Grande do Norte. Seither konnte der Verein in jedem Jahrzehnt einige Male in diesem Wettbewerb reüssieren. Zwischen 1979 und 1982 sogar vier Mal in Serie und 1974 unbesiegt.
Zwischen 1960 und 1965 nahm América an keinem Spielbetrieb teil um sich auf den Bau seines Vereinsheimes im Stadtviertel Tirol zu konzentrieren. Die Anlage wird derzeit (2008) auf einen Wert von 20 Millionen BRL geschätzt.
1973 gewann der Verein mit der Taça Almir de Albuquerque erstmals ein überregionales Turnier.
1968 nahm América erstmals an einem nationalen Wettbewerb, der Taça Brasil, dem Vorgänger des gegenwärtigen Pokalwettbewerbes, teil. Von 1973 bis 1983 war América ununterbrochen erstklassig doch danach setzte ein Abstieg ein der den Verein in den Jahren 1987, 1988 und 1990 sogar in die Drittklassigkeit abdriften ließ.
Es dauerte 14 Jahre, bis die Nordbrasilianer 1997 wieder erstklassig wurden und in die mittlerweile geschaffene erste Liga, die Série A, aufstiegen. Nach nur zwei Spielzeiten musste América 1998 wieder den Gang in die Série B antreten. Andererseits konnte im gleichen Jahr mit dem Gewinn der Copa do Nordeste der größte Einzelerfolg der Clubgeschichte gefeiert werden, so dass der AFC zum ersten Mal in einem südamerikanischen Pokal (Copa Conmebol) spielen durfte. Dort schieden die Drachen aber bereits in der ersten Runde gegen Sampaio Corrêa FC aus São Luís der Hauptstadt des Bundesstaates Maranhão aus. 2007 kehrte América noch einmal in die Série A zurück, doch es folgte der sofortige Wiederabstieg. 2014 erfolgte ein weiterer Abstieg in die Série C. Im gleichen Jahr gelang andererseits der 34. Gewinn der Staatsmeisterschaft von Rio Grande do Norte. Dieser Titel konnte 2015 verteidigt werden.

## Stadion

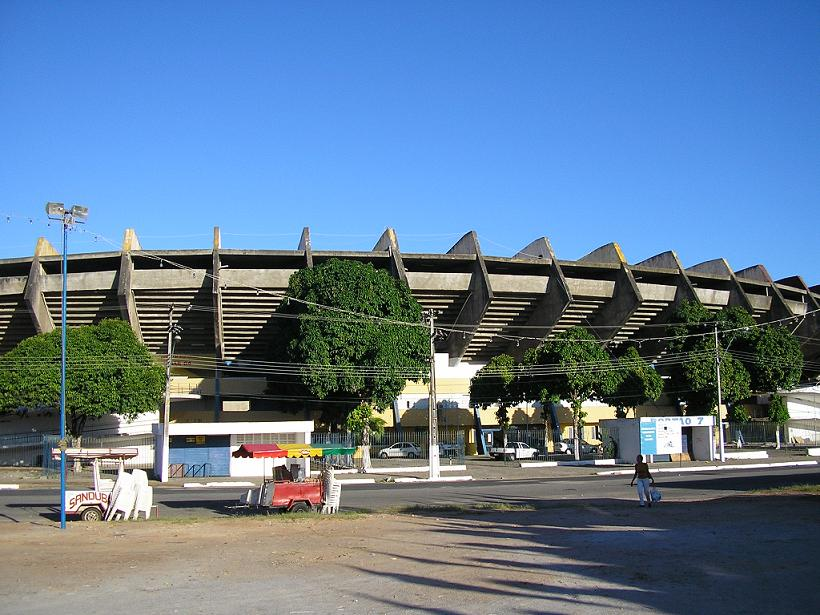
Das alte Machadão-Stadion

América trug seine Heimspiele im städtischen Estádio Dr. João Cláudio Vasconcelos Machado, kurz Machadão genannt, aus. Das nach einem Präsidenten des bundesstaatlichen Fußballverbandes und Sportjournalisten benannte Stadion fasste nach der Eröffnung 1972 bis zu 52.000 Zuschauer. Seit der letzten Renovierung 2007 beträgt die offizielle Kapazität 35.000 Zuschauer. Das Stadion wurde auch gelegentlich vom Ortsrivalen ABC verwendet.
Seit der Eröffnung des WM-Stadions Arena das Dunas, ist dies die Heimspielstätte von América.

## Erfolge
Männer:
- Copa do Nordeste: 1998
- Taça Almir de Albuquerque: 1973
- Staatsmeisterschaft von Rio Grande do Norte (39×): 1919, 1920, 1922, 1926, 1927, 1930, 1931, 1943, 1946, 1948, 1949, 1951, 1952, 1956, 1957, 1967, 1969, 1974, 1975, 1977, 1979, 1980, 1981, 1982, 1987, 1988, 1989, 1991, 1992, 1996, 2002, 2003, 2012, 2014, 2015, 2019, 2023, 2024, 2025
- Staatspokal von Rio Grande do Norte: 2006, 2012, 2013
- Série D: 2022

Frauen:
- Staatsmeisterschaft von Rio Grande do Norte: 2008, 2020

## Bekannte Trainer und Spieler
Spieler:
- Nilo (1918); WM-Teilnehmer 1930
- Alberí (1976–78)
- Joel Santana (1976–80)
- Hélcio Jacaré (1973–76)
- Derlei (1994–97)
- André, spielte in der Bundesliga für den 1. FC Köln
- Tiago, spielte ebenfalls in der Bundesliga für den 1. FC Köln

Trainer:
- Adílson Batista: Staatsmeisterschaft 2002